# Lev Tolstoj (film)
Lev Tolstoj (russisk: Лев Толстой) er en sovjetisk spillefilm fra 1984 af Sergej Gerasimov.

## Medvirkende
- Sergej Gerasimov som Lev Tolstoj
- Tamara Makarova som Sophia Tolstaja
- Borivoj Navrátil som Dusjan Petrovitj Makovitskij
- Aleksej Petrenko som Vladimir Tjertkov
- Marina Ustimenko som Tatjana Sukhotina-Tolstaja